# Håkon Wium Lie
Håkon Wium Lie (* 27. července 1965, Halden, Norsko) je Chief Technical Officer (CTO) v norské společnosti Opera Software, která vydává webový prohlížeč Opera. Ve společnosti pracuje od roku 1999. Nejvíce je známý jako tvůrce kaskádových stylů (zkráceně CSS). Jejich koncept publikoval v roce 1994, když pracoval v CERNu pod vedením Tima Bernerse-Leea. Kaskádové styly tvoří základ většiny dnešních webových stránek spolu s HTML či XHTML.
Håkon Wium Lie se řadu let podílel na tvorbě doporučení konsorcia W3C, jehož byl několik let zaměstnancem. V současnosti je členem iniciativy WHATWG.
Spolu s Ianem Hicksonem vytvořil v roce 2005 test Acid2, jehož cílem je testovat správnou implementaci kaskádových stylů ve webových prohlížečích.
Vystudoval MIT Media Lab a v roce 2006 úspěšně obhájil svou doktorskou práci na téma Cascading Style Sheets na Univerzitě v Oslu.

## Biografie
Spolu s Bertem Bosem napsal knihu o CSS, která je nyní k dispozici ve třetím vydání (poslední vydání knihy vytvořili v HTML a CSS, aby ukázali, že je něco takového možné ).
- Cascading Style Sheets: Designing for the Web, ISBN 0-201-41998-X
- Cascading Style Sheets: Designing for the Web (2. edice), ISBN 0-201-59625-3
- Cascading Style Sheets: Designing for the Web (3. edice), ISBN 0-321-19312-1